# Иванчо Съйнов
Иванчо Съйнов е български революционер и политик (депутат, кмет).

## Биография
Роден е в село Кунино (днес в община Роман). През 1860 година невръстният Иванчо пристига в Бяла Слатина. Там е осиновен от Съйно Илиев.
Будният му дух го превръща в ревностен борец за национално Освобождение. Съйнов е народен будител и революционер, председател на тайния революционен комитет в Бяла Слатина, поетапен куриер на БРЦК по преходите от и за Влашко. Придружава при пътуванията им български революционери – Георги Раковски, Иваница Данчов, Никола Обретенов, Никола Славков и др.
В селото е създадена работилница за фалшиви турски лични документи, ползвани от комитетските дейци при техните преходи. Организацията е разкрита от турците. Иванчо Съйнов и други комитетски дейци успяват да избягат в Румъния.
През 1877 г. се завръща заедно с руските войски. Същата година организира конна чета за защита на населението от черкези и татари. Тези неканени преселници от Крим и Кавказ не разполагат с впрегатен добитък и каруци при изселването им в Анадола и ограбват мирното население. Това става малко преди Освобождението на Бяла Слатина в края на октомври (ок. 9 ноември нов стил) 1877 г.
В свободна България Иванчо Съйнов не престава да служи на Отечеството. Избран е за народен представител във Великото народно събрание във Велико Търново, 1880 г. От 1883 до 1887 година е кмет на град Бяла Слатина.
Удостоен е посмъртно със званието „Почетен гражданин на Бяла Слатина“ през 2002 г.